# نوگدو سانتا ویتوریا
نوگدو سانتا ویتوریا (به ایتالیایی: Nughedu Santa Vittoria) یک کومونه در ایتالیا است که در استان اریستانو واقع شده‌است.

## خصوصیات
نوگدو سانتا ویتوریا ۲۸٫۶ کیلومترمربع مساحت و ۵۲۰ نفر جمعیت دارد و ۵۳۳ متر بالاتر از سطح دریا واقع شده‌است.